# Іманоль Гарсія
Іманоль Гарсія (ісп. Imanol García, нар. 26 грудня 1995) — іспанський футболіст, півзахисник клубу «Понтеведра».

## Ігрова кар'єра
Народився 26 грудня 1995 року. Вихованець футбольної школи клубу «Сан Хуан». Дорослу футбольну кар'єру розпочав 2014 року в основній команді того ж клубу, в якій провів один сезон.
2015 року став гравцем «Осасуни», де спочатку грав за другу команду, а за рік почав залучатися до матчів основної команди.
Згодом грав за «Вільярреал Б» і «Хімнастік». 
Влітку 2019 року став гравцем друголігової «Кордови», а після завершення річного контракту із цим клубом приєднався до «Понтеведри» із Сегунди Б.